# Viersen (district)
Districtul Viersen este un Kreis în landul Renania de Nord-Westfalia, Germania.